# هانی دیو (کالیفرنیا)
هانی دیو (به انگلیسی: Honeydew) یک منطقهٔ مسکونی در ایالات متحده آمریکا است که در شهرستان هامبولت، کالیفرنیا واقع شده‌است. هانی دیو ۹۸ متر بالاتر از سطح دریا واقع شده‌است.